# Olympische Sommerspiele 2020/Rudern – Zweier ohne Steuerfrau
Der Zweier ohne Steuerfrau bei den Olympischen Spielen 2020 in Tokio wurde vom 24. bis 29. Juli 2021 auf dem Sea Forest Waterway ausgetragen.

## Titelträger
| Olympiasiegerinnen | Helen Glover / Heather Stanning  | Rio de Janeiro 2016 |
| Weltmeisterinnen   | Grace Prendergast / Kerri Gowler | Ottensheim 2019     |

## Vorläufe
Samstag, 24. Juli 2021

### Vorlauf 1
| Platz | Bahn | Nation             | Athletinnen                       | Zeit (min) | Qualifikation  |
| ----- | ---- | ------------------ | --------------------------------- | ---------- | -------------- |
| 1     | 4    | Kanada             | Caileigh Filmer, Hillary Janssens | 7:18,34    | Halbfinale A/B |
| 2     | 2    | Rumänien           | Adriana Ailincăi, Iuliana Buhuş   | 7:20,36    | Halbfinale A/B |
| 3     | 3    | Italien            | Kiri Tontodonati, Aisha Rocek     | 7:22,79    | Halbfinale A/B |
| 4     | 1    | Vereinigte Staaten | Megan Kalmoe, Tracy Eisser        | 7:26,95    | Hoffnungslauf  |
| 5     | 5    | Griechenland       | Christina Bourbou, Maria Kyridou  | 7:33,94    | Hoffnungslauf  |

### Vorlauf 2
| Platz | Bahn | Nation         | Athletinnen                               | Zeit (min) | Qualifikation  |
| ----- | ---- | -------------- | ----------------------------------------- | ---------- | -------------- |
| 1     | 3    | Australien     | Jessica Morrison, Annabelle McIntyre      | 7:21,75    | Halbfinale A/B |
| 2     | 1    | ROC            | Wassilissa Stepanowa, Jelena Orjabinskaja | 7:23,39    | Halbfinale A/B |
| 3     | 2    | Großbritannien | Helen Glover, Polly Swann                 | 7:23,98    | Halbfinale A/B |
| 4     | 4    | China          | Huang Kaifeng, Liu Jinchao                | 7:45,55    | Hoffnungslauf  |

### Vorlauf 3
| Platz | Bahn | Nation     | Athletinnen                         | Zeit (min) | Qualifikation  |
| ----- | ---- | ---------- | ----------------------------------- | ---------- | -------------- |
| 1     | 3    | Neuseeland | Grace Prendergast, Kerri Gowler     | 7:19,08    | Halbfinale A/B |
| 2     | 3    | Dänemark   | Hedvig Rasmussen, Fie Udby Erichsen | 7:22,86    | Halbfinale A/B |
| 3     | 1    | Spanien    | Aina Cid, Virginia Díaz Rivas       | 7:23,14    | Halbfinale A/B |
| 4     | 4    | Irland     | Aileen Crowley, Monika Dukarska     | 7:24,71    | Hoffnungslauf  |

## Hoffnungslauf
Sonntag, 25. Juli 2021
| Platz | Bahn | Nation             | Athletinnen                      | Zeit (min) | Qualifikation  |
| ----- | ---- | ------------------ | -------------------------------- | ---------- | -------------- |
| 1     | 4    | Griechenland       | Christina Bourbou, Maria Kyridou | 7:28,00    | Halbfinale A/B |
| 2     | 1    | Vereinigte Staaten | Megan Kalmoe, Tracy Eisser       | 7:29,87    | Halbfinale A/B |
| 3     | 2    | Irland             | Aileen Crowley, Monika Dukarska  | 7:31,99    | Halbfinale A/B |
| 4     | 3    | China              | Huang Kaifeng, Liu Jinchao       | 7:45,17    | –              |

## Halbfinale
Mittwoch, 28. Juli 2021

### Halbfinale A/B 1
| Platz | Bahn | Nation         | Athletinnen                          | Zeit (min) | Qualifikation |
| ----- | ---- | -------------- | ------------------------------------ | ---------- | ------------- |
| 1     | 6    | Griechenland   | Christina Bourbou, Maria Kyridou     | 6:48,70    | Finale A      |
| 2     | 2    | Großbritannien | Helen Glover, Polly Swann            | 6:49,39    | Finale A      |
| 3     | 3    | Kanada         | Caileigh Filmer, Hillary Janssens    | 6:49,46    | Finale A      |
| 4     | 4    | Australien     | Jessica Morrison, Annabelle McIntyre | 6:49,82    | Finale B      |
| 5     | 1    | Irland         | Aileen Crowley, Monika Dukarska      | 7:06,07    | Finale B      |
| 6     | 5    | Dänemark       | Hedvig Rasmussen, Fie Udby Erichsen  | 7:08,44    | Finale B      |

### Halbfinale A/B 2
| Platz | Bahn | Nation             | Athletinnen                               | Zeit (min) | Qualifikation |
| ----- | ---- | ------------------ | ----------------------------------------- | ---------- | ------------- |
| 1     | 4    | Neuseeland         | Grace Prendergast, Kerri Gowler           | 6:47,41 WR | Finale A      |
| 2     | 5    | ROC                | Wassilissa Stepanowa, Jelena Orjabinskaja | 6:50,24    | Finale A      |
| 3     | 6    | Spanien            | Aina Cid, Virginia Díaz Rivas             | 6:50,63    | Finale A      |
| 4     | 3    | Rumänien           | Adriana Ailincăi, Iuliana Buhuş           | 6:58,55    | Finale B      |
| 5     | 1    | Vereinigte Staaten | Megan Kalmoe, Tracy Eisser                | 7:02,52    | Finale B      |
| 6     | 2    | Italien            | Kiri Tontodonati, Aisha Rocek             | 7:04,52    | Finale B      |

## Finale

### A-Finale
Freitag, 29. Juli 2021, 2:30 Uhr MESZ

Anmerkung: zur Ermittlung der Plätze 1 bis 6
| Platz | Bahn | Nation         | Athletinnen                               | Zeit (min) |
| ----- | ---- | -------------- | ----------------------------------------- | ---------- |
| 1     | 4    | Neuseeland     | Grace Prendergast, Kerri Gowler           | 6:50,19    |
| 2     | 5    | ROC            | Wassilissa Stepanowa, Jelena Orjabinskaja | 6:51,45    |
| 3     | 1    | Kanada         | Caileigh Filmer, Hillary Janssens         | 6:52,10    |
| 4     | 2    | Großbritannien | Helen Glover, Polly Swann                 | 6:54,96    |
| 5     | 3    | Griechenland   | Christina Bourbou, Maria Kyridou          | 6:57,11    |
| 6     | 6    | Spanien        | Aina Cid, Virginia Díaz Rivas             | 7:00,05    |

### B-Finale
Freitag, 29. Juli 2021, 1:40 Uhr MESZ

Anmerkung: zur Ermittlung der Plätze 7 bis 12
| Platz | Bahn | Nation             | Athletinnen                          | Zeit (min) |
| ----- | ---- | ------------------ | ------------------------------------ | ---------- |
| 7     | 3    | Australien         | Jessica Morrison, Annabelle McIntyre | 6:56,46    |
| 8     | 6    | Dänemark           | Hedvig Rasmussen, Fie Udby Erichsen  | 6:59,48    |
| 9     | 4    | Rumänien           | Adriana Ailincăi, Iuliana Buhuş      | 7:01,02    |
| 10    | 2    | Vereinigte Staaten | Megan Kalmoe, Tracy Eisser           | 7:02,16    |
| 11    | 5    | Irland             | Aileen Crowley, Monika Dukarska      | 7:02,22    |
| 12    | 1    | Italien            | Kiri Tontodonati, Aisha Rocek        | 7:04,46    |

### Weiteres Klassement ohne Finals
| Platz | Nation | Athletinnen                | Zeit (min) |
| ----- | ------ | -------------------------- | ---------- |
| 13    | China  | Huang Kaifeng, Liu Jinchao | –          |